# Gare d'Uccle-Calevoet
La gare d’Uccle-Calevoet (en néerlandais : station Ukkel-Kalevoet) est une gare ferroviaire belge de la ligne 124, de Bruxelles-Midi à Charleroi-Central, située sur le territoire de la commune d'Uccle dans la région de Bruxelles-Capitale, non loin de l'ancien hameau de Calevoet. Elle est l'une des cinq gares de la commune avec celles de Stalle, située un peu plus loin sur la même ligne, Saint-Job, Vivier d'Oie et Moensberg sur la ligne 26, de Vilvorde à Hal. 
Elle est mise en service en 1873 par l'administration des chemins de fer de l'État belge.
C'est une gare de la Société nationale des chemins de fer belges (SNCB) desservie par des trains Suburbains (S1) et d'Heure de pointe (P).

## Situation ferroviaire
Établie à 52 mètres d'altitude, la gare d'Uccle-Calevoet est située au point kilométrique (PK) 5,361 de la ligne 124, de Bruxelles-Midi à Charleroi-Central, entre les gares ouvertes d'Uccle-Stalle et de Linkebeek,.

## Histoire
La « station de Calevoet » est mise en service le 20 septembre 1873 par l'administration des chemins de fer de l'État belge, lorsqu'elle ouvre à l'exploitation la section de Bruxelles à Calevoet. La section suivante vers Rhode-Saint-Genèse est mise en service le 22 décembre de la même année. Elle atteint finalement Luttre le 1er juin 1874 permettant dès lors aux trains de Bruxelles à Charleroi de réaliser un trajet plus direct que celui en vigueur depuis 1843, via Braine-le-Comte et Manage.
Elle prend le nom d'« Uccle-Calevoet » en août 1882, sur décision du ministre des travaux publics.
Elle possédait également une grande halle à marchandises qui existe encore à l'heure actuelle mais est désormais à l'abandon. Durant de nombreuses années, il existait un embranchement de la STIB avec une rampe dans la cour à marchandises qui permettait de réceptionner de nouveaux tramways acheminés par wagons spéciaux.
Autour de 1950, lorsque la Ligne 124 fut électrifiée, le plan des voies qui comprenait plusieurs voies de garage fut simplifié avec deux voies de passage et une troisième voie à quai (depuis supprimée). Le passage à niveau de la chaussée d'Alsemberg fut alors supprimé au profit d'une déviation routière passant sous le viaduc construit en contrebas et d’un passage souterrain pour les piétons.

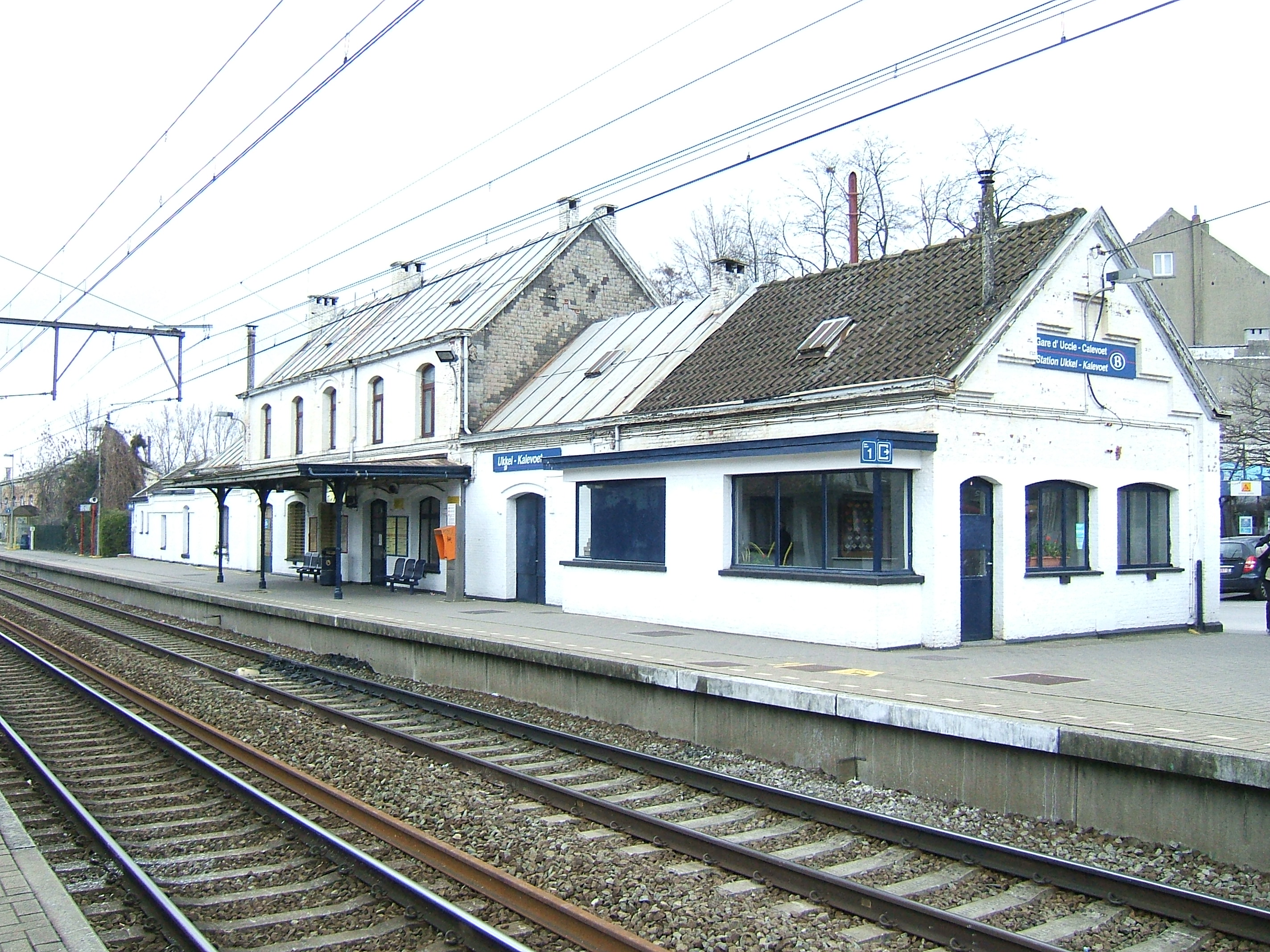
La gare en 2007 avant la fermeture du guichet.
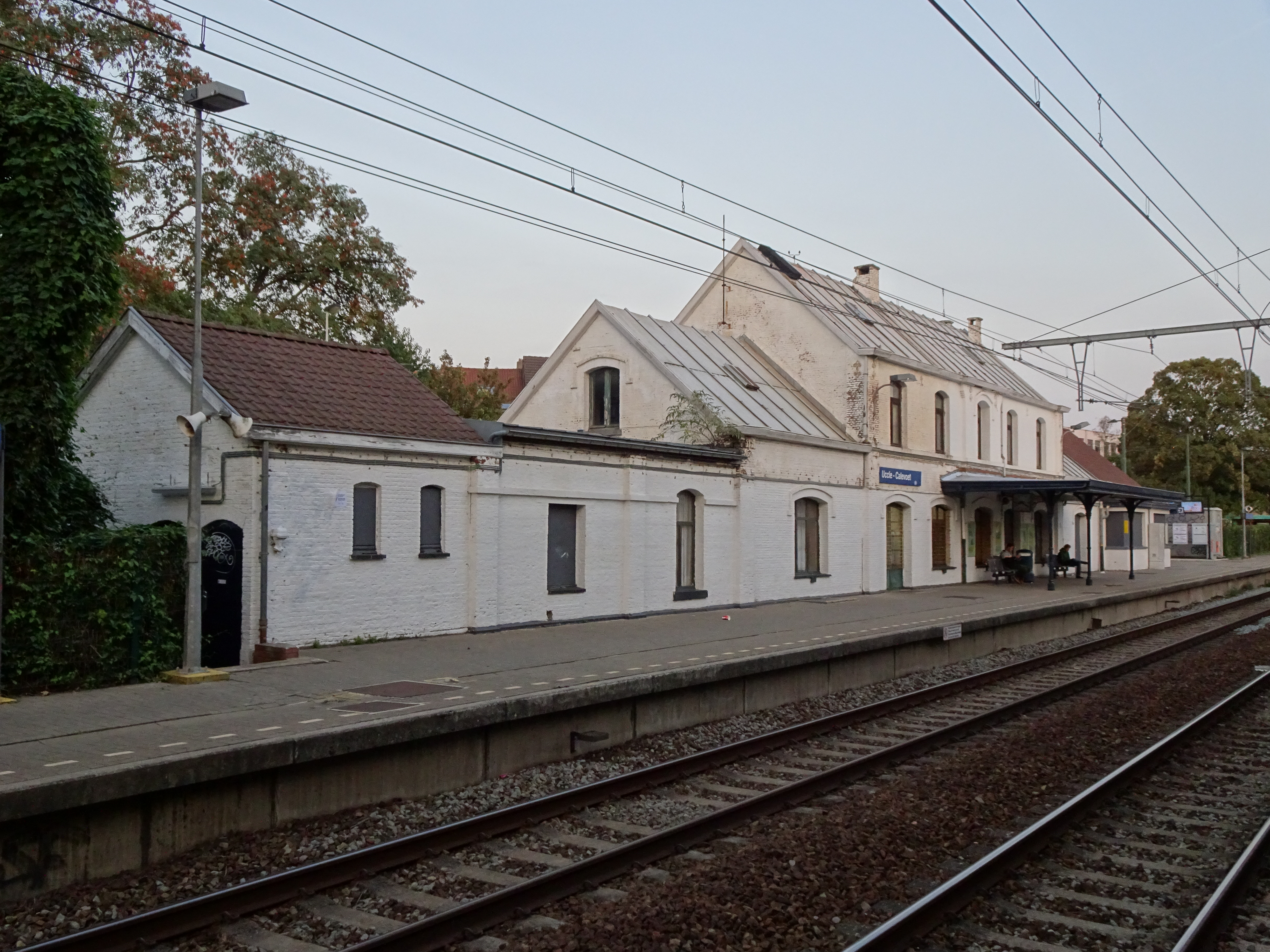
Aile de service et anciennes toilettes.

## Service des voyageurs

### Accueil
Gare SNCB, elle dispose d'un bâtiment voyageurs. Depuis le 9 juillet 2013, la gare est devenue un point d'arrêt et le guichet est définitivement fermé. Pour l'achat d'un titre de transport, adressez-vous, de préférence, à l'automate de vente ou via un autre canal de vente.
Un passage souterrain muni d'escaliers permet la traversée des voies et le passage d'un quai à l'autre et un second passage souterrain à escaliers, plus large, relie les deux quartiers séparés par les voies.

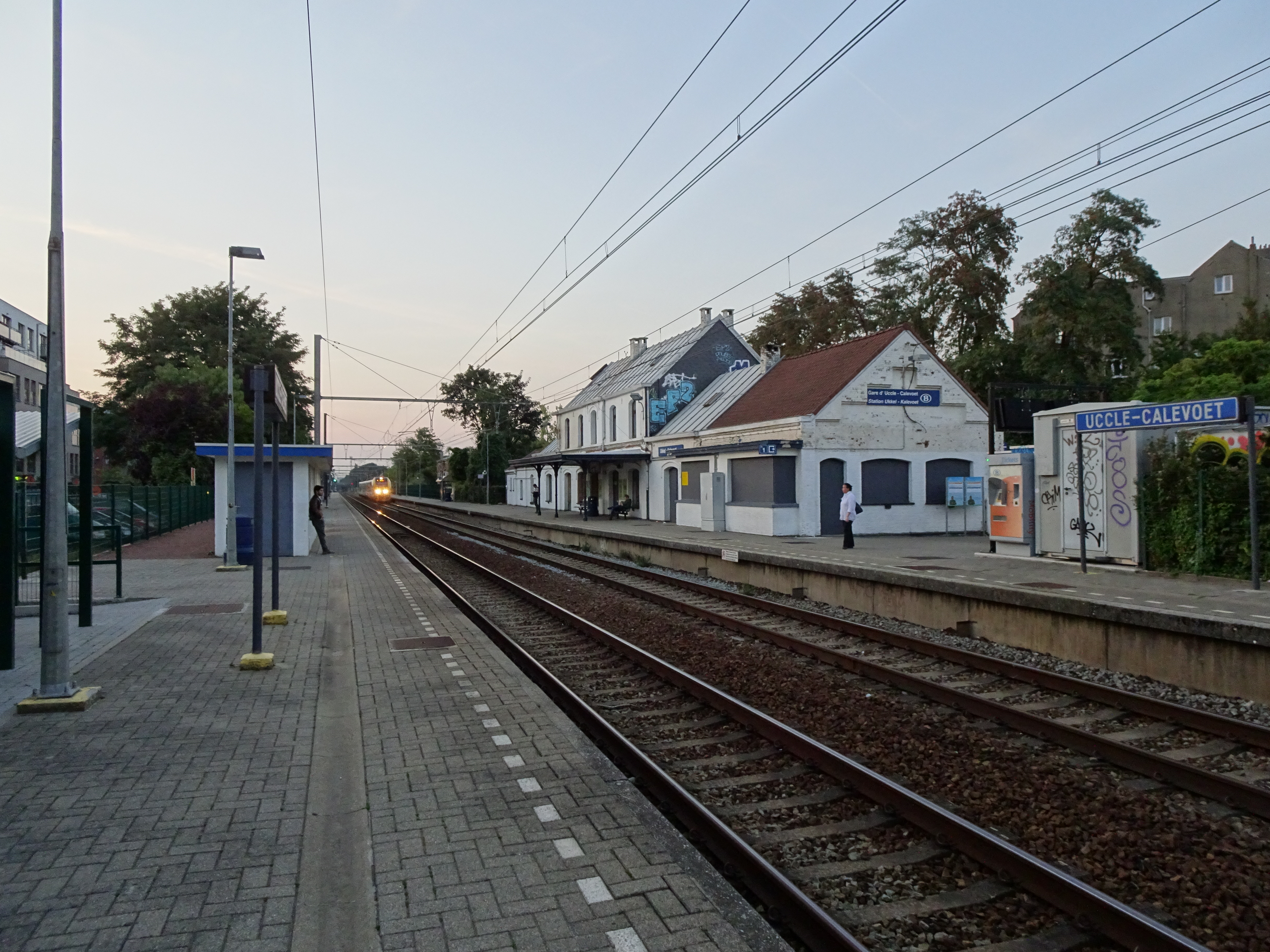
Arrivée d'un train de la ligne S1.
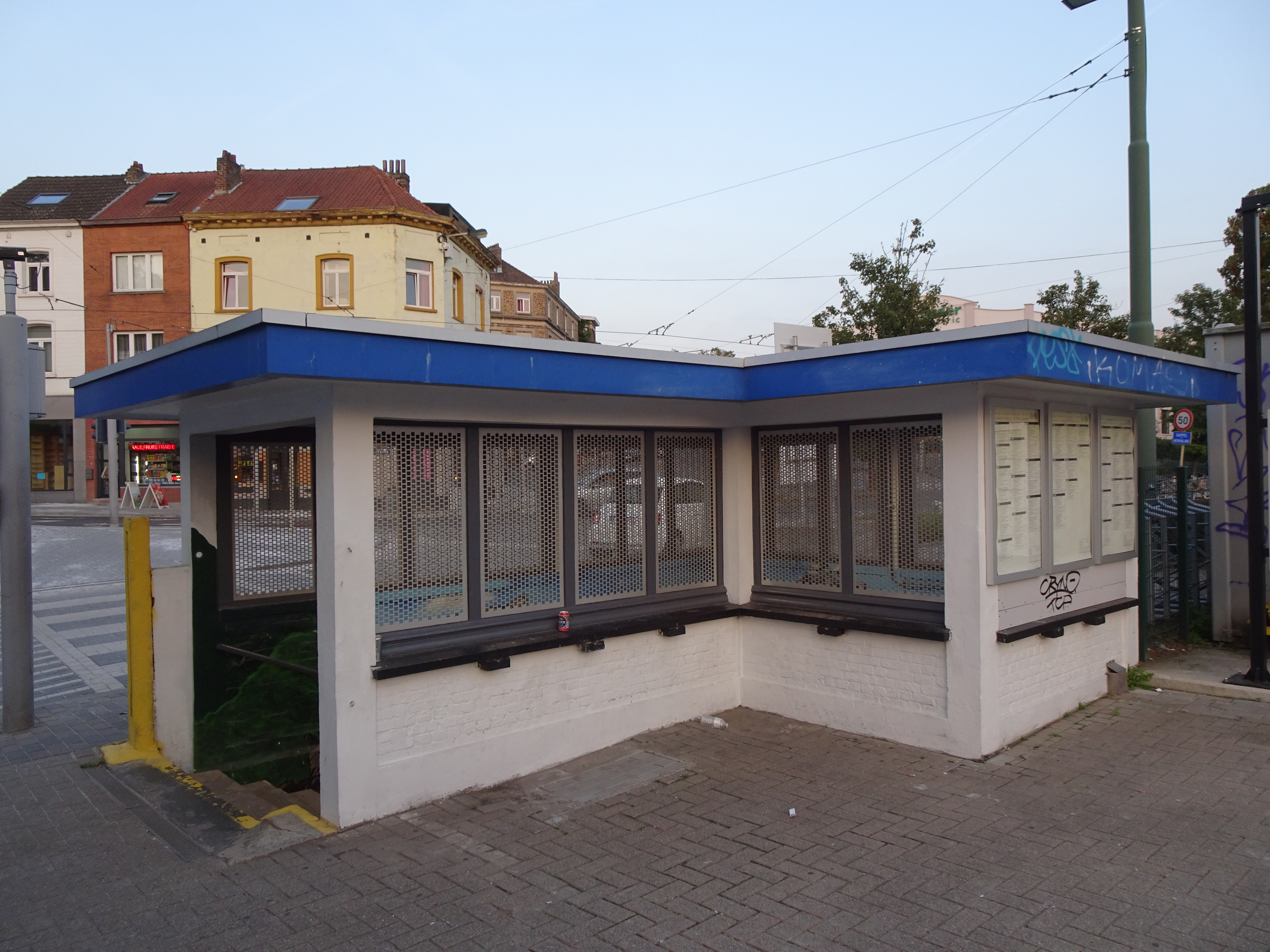
Tunnel reliant les deux quais.
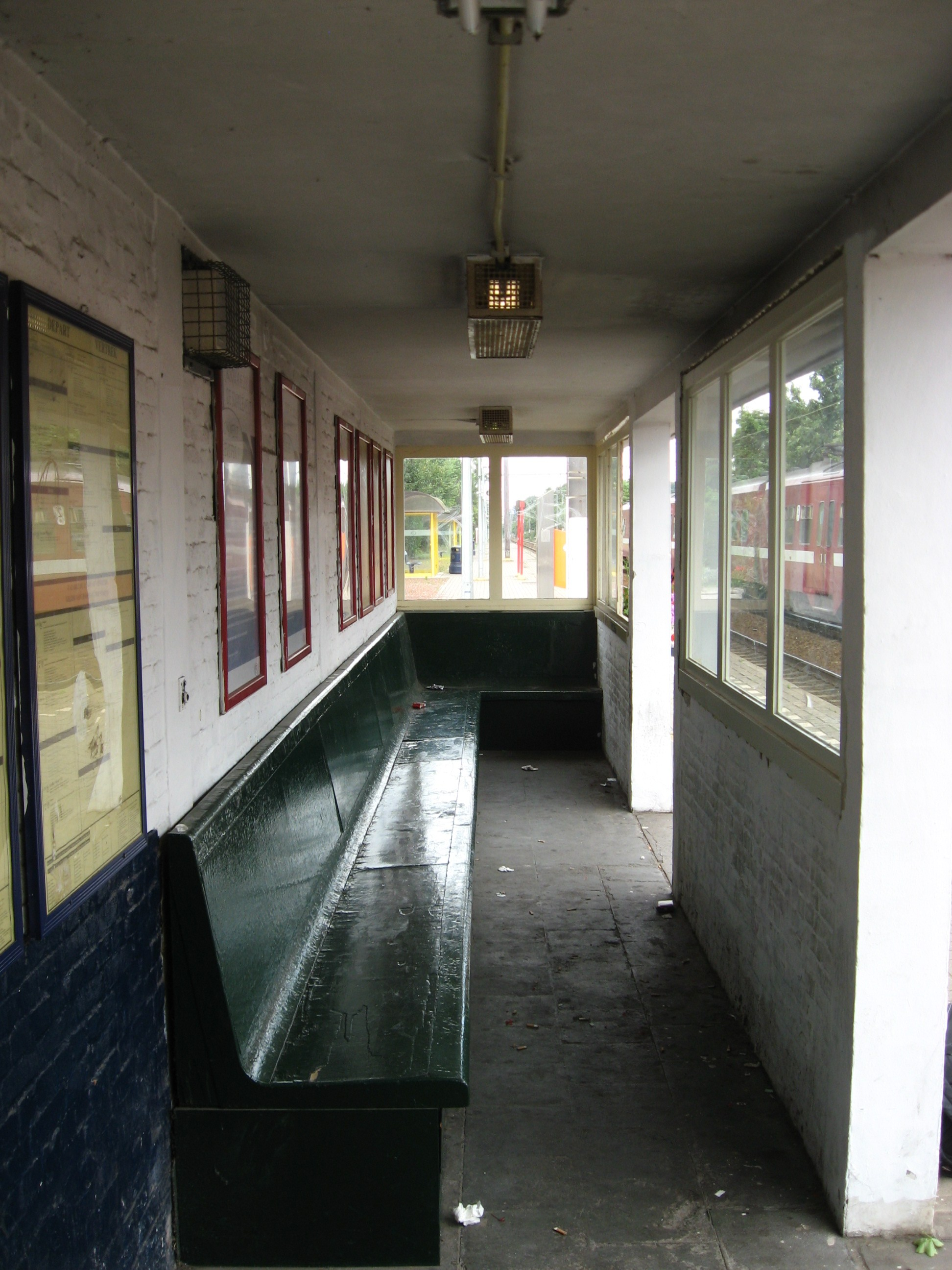
Abri de quai.
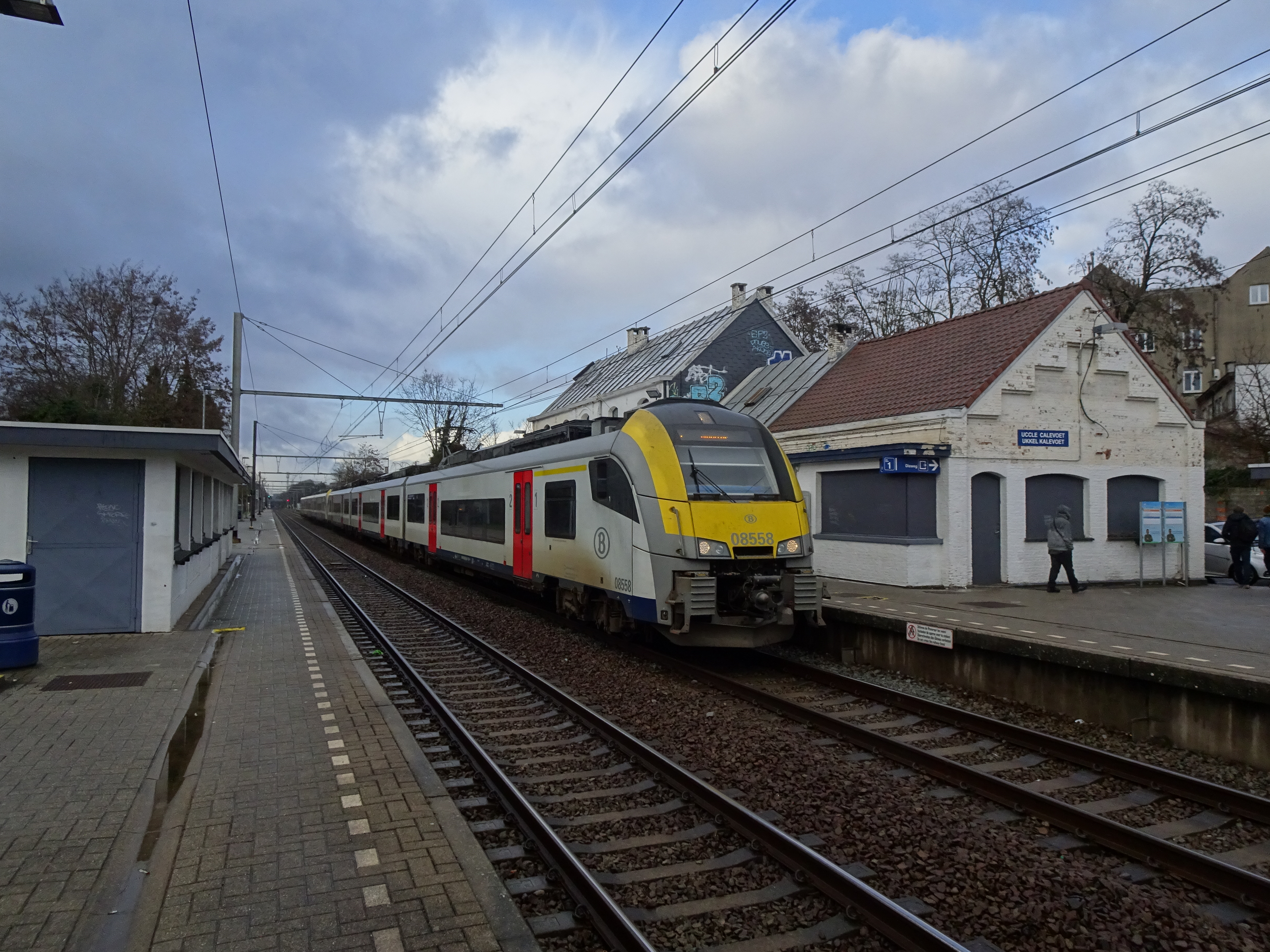
Départ d'un train de la ligne S1.
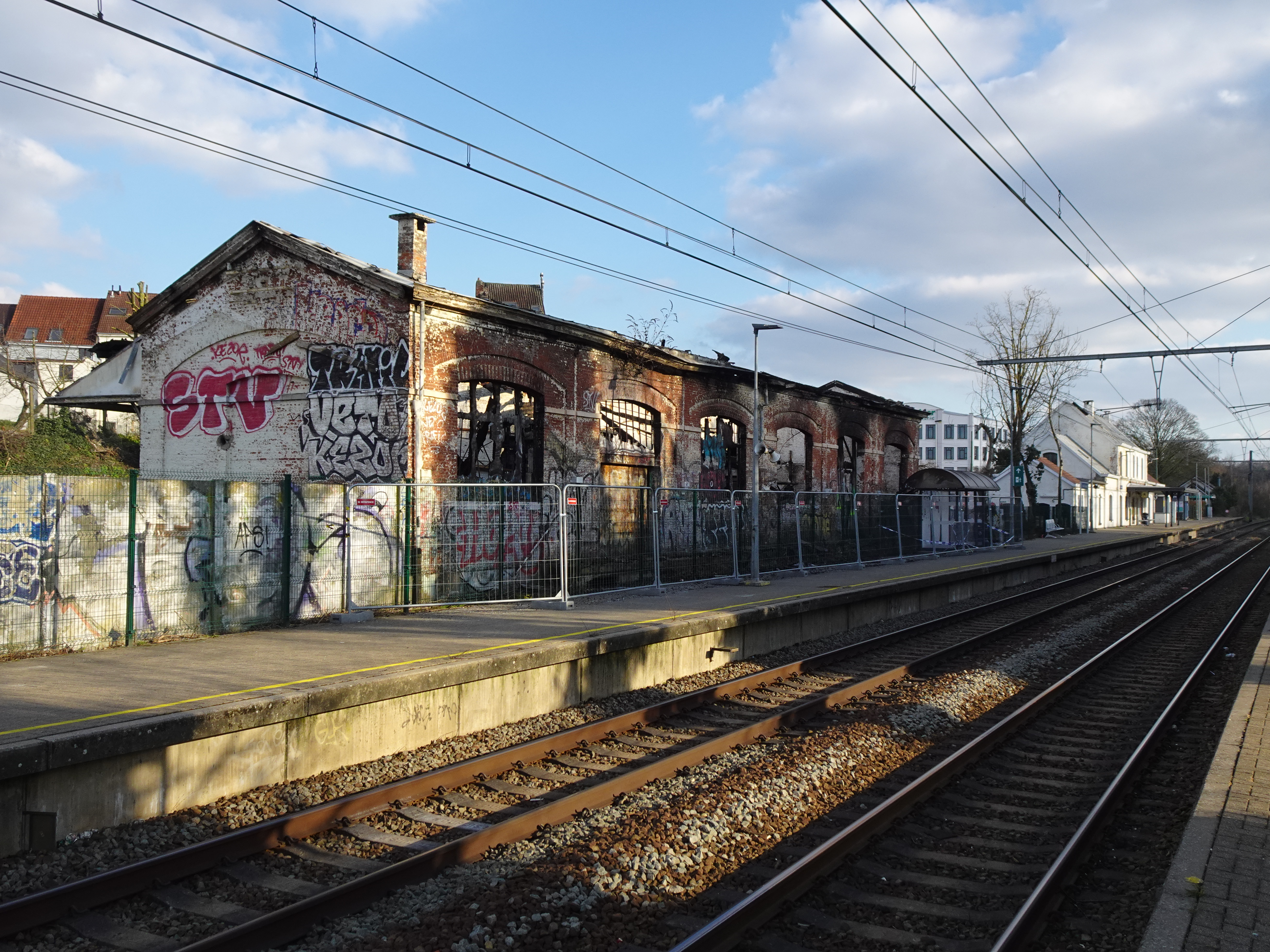
Halle aux marchandises détruite par le feu en 2021.

### Desserte
Uccle-Calevoet est desservie par des trains Suburbains (S1) et d'Heure de pointe (P) de la SNCB, qui effectuent des missions sur la ligne commerciale 124 Bruxelles - Charleroi.
Uccle-Calevoet se trouve sur la Ligne S1 du RER bruxellois et est desservie en semaine par deux trains S1 par heure (dans chaque sens) qui relient Nivelles à Anvers-Central.
- En semaine, le premier train S1 de la journée part de Charleroi-Central au lieu de Nivelles ;
- Les samedis, la desserte est également de deux trains S1 par heure ;
- Les dimanches, il n'y a qu'un train S1 par heure et il a son terminus à Bruxelles-Nord.

En plus de ces dessertes, un unique train P le matin venant de Jemeppe-sur-Sambre et Charleroi avec pour terminus Schaerbeek marque l’arrêt à la gare de Calevoet le matin en semaine.

### Intermodalité
La gare est desservie par la ligne 18 du tramway de Bruxelles, par les lignes 43, 60 des autobus de Bruxelles, par les lignes R53, R54, R55 du réseau De Lijn, par la ligne 40 du réseau TEC et, la nuit, par la ligne N11 du service Noctis.

### Ligne de tram
|  | 18 - Albert - Altitude Cent - Globe - Van Haelen |

https://www.stib-mivb.be/article.html?l=fr&_guid=1038dc71-b00e-3c10-c4a1-80de08d3425e

### Lignes de bus
|  | 43 - Observatoire - Héros - Linkebeek - Vivier d'Oie (STIB)                                                                  |
|  | 60 - Uccle-Calevoet - Saint-Job - Flagey - Ambiorix (STIB)                                                                   |
|  | N11 - Homborch - Albert - Gare Centrale (roule uniquement les vendredis et samedis soirs entre minuit et 3h du matin) (STIB) |
|  | R53 - Anderlecht - Drogenbos - Alsemberg - Hal - Leerbeek - Ninove (De Lijn)                                                 |
|  | R54 - Anderlecht - Beersel - Hal (De Lijn)                                                                                   |
|  | R55 - Anderlecht - Linkebeek - Rhode-Saint-Genèse - Alsemberg - Hal (De Lijn)                                                |
|  | 40 - Uccle-Calevoet - Alsemberg - Braine-l'Alleud (TEC)                                                                      |

### Lignes de bus à venir (après 2024)
|  | 41 - Transvaal - Herrmann-Debroux - Keym - Gare de Boondael - Héros - Gazelle (STIB)                 |
|  | 74 - Uccle-Calevoet - Forest National - Digue du Canal - Veeweyde - Érasme - Clémence Everard (STIB) |

Un parc pour les vélos et un parking pour les véhicules sont à disposition des voyageurs. 
Depuis 2020, à la suite de la validation du nouveau plan de transport des bus de la STIB par le gouvernement bruxellois, un projet d'urbanisme et d'aménagement de voies de bus mené par la Stib et Beliris est à l'étude au niveau du parking avant de la gare et de la rue du wagon. À terme, la chaussée d'Alsemberg et la rue de Stalle pourraient être connectées par une nouvelle rue longeant la voie ferrée entre la gare de Calevoet et le pont ferroviaire de Stalle. Un terminus devant la gare accueillera la ligne de bus 60 existante et la ligne 74 vers Forest et l'hôpital Erasme à Anderlecht. Le bus 74 circule déjà depuis le 19 avril 2021 entre la gare d'Uccle-Stalle et l'hôpital Erasme (Clémence Everard), mais pourrait donc être prolongé à la fin des travaux. Initialement prévu pour pousser jusqu'à la gare du Vivier d'Oie, il se limitera finalement à Uccle-Calevoet. Ce nouveau terminus sera également le point de passage pour le grand retour à Calevoet du bus 41 prolongé jusqu'à  'Gazelle'  près du Homborch. La fin des travaux et la mise en service du terminus sont prévus pour fin 2023. Le bâtiment de la gare restera heureusement intact.

## Comptage voyageurs
Ce graphique et tableau montre le nombre de voyageurs embarquant en moyenne durant la semaine, le samedi et le dimanche.
| Nombre de passagers qui embarquent à la gare d`Uccle-Calevoet | Nombre de passagers qui embarquent à la gare d`Uccle-Calevoet | Nombre de passagers qui embarquent à la gare d`Uccle-Calevoet | Nombre de passagers qui embarquent à la gare d`Uccle-Calevoet |
|                                                               | Semaine                                                       | Samedi                                                        | Dimanche                                                      |
| ------------------------------------------------------------- | ------------------------------------------------------------- | ------------------------------------------------------------- | ------------------------------------------------------------- |
| 1977                                                          | 1 572                                                         | 240                                                           | 207                                                           |
| 1978                                                          | 1 540                                                         | 246                                                           | 265                                                           |
| 1979                                                          | 1 614                                                         | 254                                                           | 269                                                           |
| 1980                                                          | 1 612                                                         | 201                                                           | 174                                                           |
| 1981                                                          | 1 478                                                         | 283                                                           | 205                                                           |
| 1982                                                          | 1 306                                                         | 266                                                           | 213                                                           |
| 1983                                                          | 1 342                                                         | 256                                                           | 162                                                           |
| 1984                                                          | 1 109                                                         | 170                                                           | 98                                                            |
| 1985                                                          | 973                                                           | 45                                                            | 41                                                            |
| 1986                                                          | 865                                                           | 155                                                           | 145                                                           |
| 1987                                                          | 959                                                           | 146                                                           | 143                                                           |
| 1988                                                          | 983                                                           | 149                                                           | 130                                                           |
| 1989                                                          | 942                                                           | 122                                                           | 99                                                            |
| 1990                                                          | 797                                                           | 104                                                           | 93                                                            |
| 1991                                                          | 907                                                           | 140                                                           | 86                                                            |
| 1992                                                          | 1 007                                                         | 125                                                           | 79                                                            |
| 1993                                                          | 845                                                           | 160                                                           | 103                                                           |
| 1994                                                          | 629                                                           | 153                                                           | -                                                             |
| 1995                                                          | 892                                                           | 135                                                           | 96                                                            |
| 1996                                                          | 875                                                           | 115                                                           | -                                                             |
| 1997                                                          | 768                                                           | 145                                                           | -                                                             |
| 1998                                                          | 1 187                                                         | 242                                                           | 162                                                           |
| 1999                                                          | 1 137                                                         | 248                                                           | 170                                                           |
| 2000                                                          | 1 199                                                         | 280                                                           | 299                                                           |
| 2001                                                          | 922                                                           | 180                                                           | 142                                                           |
| 2002                                                          | 866                                                           | 206                                                           | 119                                                           |
| 2003                                                          | 786                                                           | 164                                                           | 126                                                           |
| 2004                                                          | 842                                                           | 218                                                           | 113                                                           |
| 2005                                                          | 948                                                           | 128                                                           | 114                                                           |
| 2006                                                          | 1 174                                                         | 187                                                           | 176                                                           |
| 2007                                                          | 955                                                           | 168                                                           | 126                                                           |
| 2008                                                          | -                                                             | -                                                             | -                                                             |
| 2009                                                          | 991                                                           | 229                                                           | 127                                                           |
| 2010                                                          | -                                                             | -                                                             | -                                                             |
| 2011                                                          | -                                                             | -                                                             | -                                                             |
| 2012                                                          | 1 045                                                         | 130                                                           | 97                                                            |
| 2013                                                          | 713                                                           | 130                                                           | 123                                                           |
| 2014                                                          | 769                                                           | 221                                                           | 148                                                           |
| 2015                                                          | 835                                                           | 173                                                           | 151                                                           |
| 2016                                                          | 846                                                           | 141                                                           | 137                                                           |
| 2017                                                          | 986                                                           | 272                                                           | 193                                                           |
| 2018                                                          | 952                                                           | 207                                                           | 161                                                           |
| 2019                                                          | 944                                                           | 331                                                           | 169                                                           |
| 2020                                                          | 593                                                           | 264                                                           | 130                                                           |
| 2021                                                          | -                                                             | -                                                             | -                                                             |
| 2022                                                          | 1 028                                                         | 300                                                           | 166                                                           |
| 2023                                                          | 978                                                           | 336                                                           | 119                                                           |
| 2024                                                          | 1 132                                                         | 571                                                           | 250                                                           |

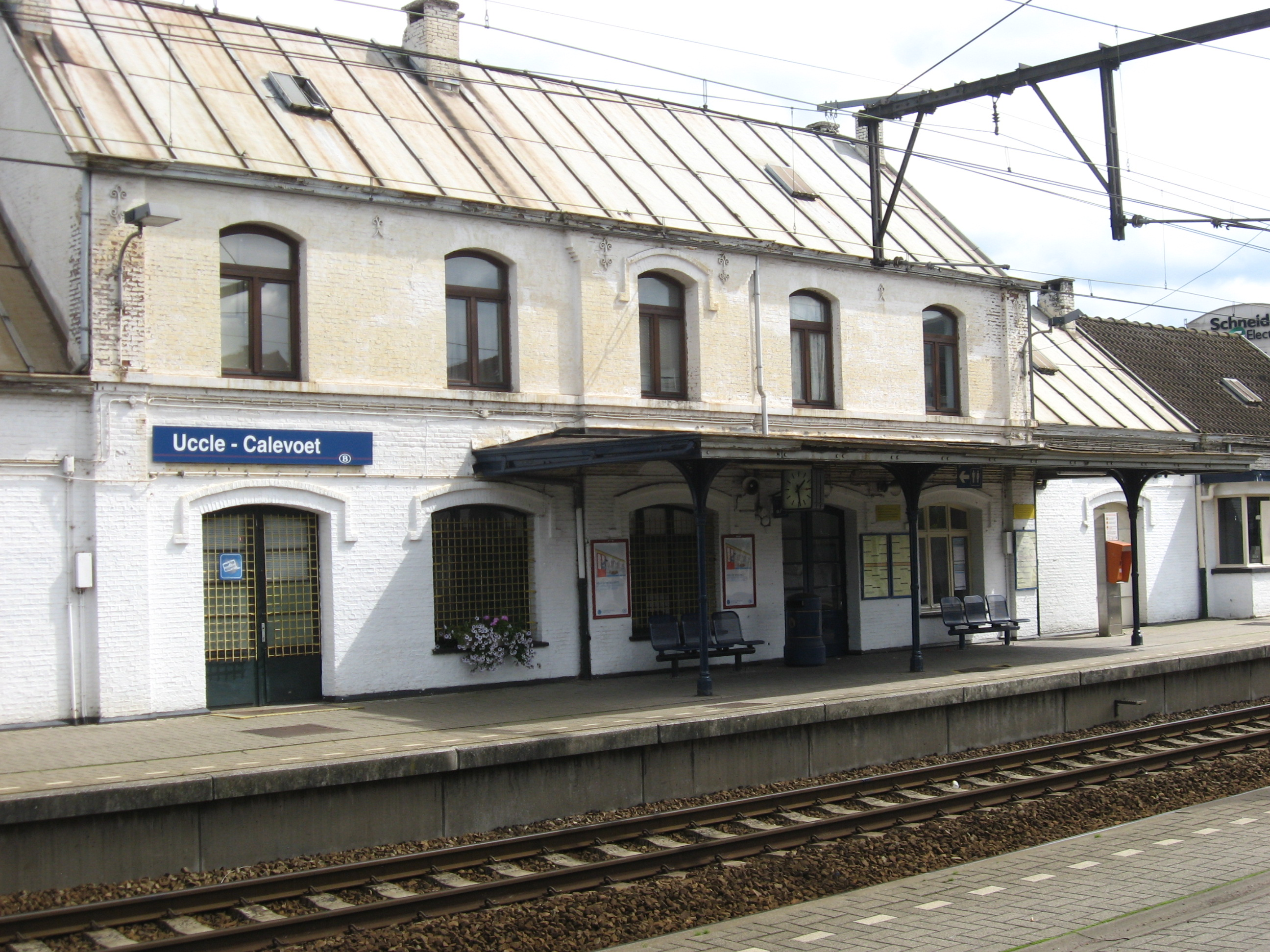
Bâtiment de la gare fermé aux voyageurs
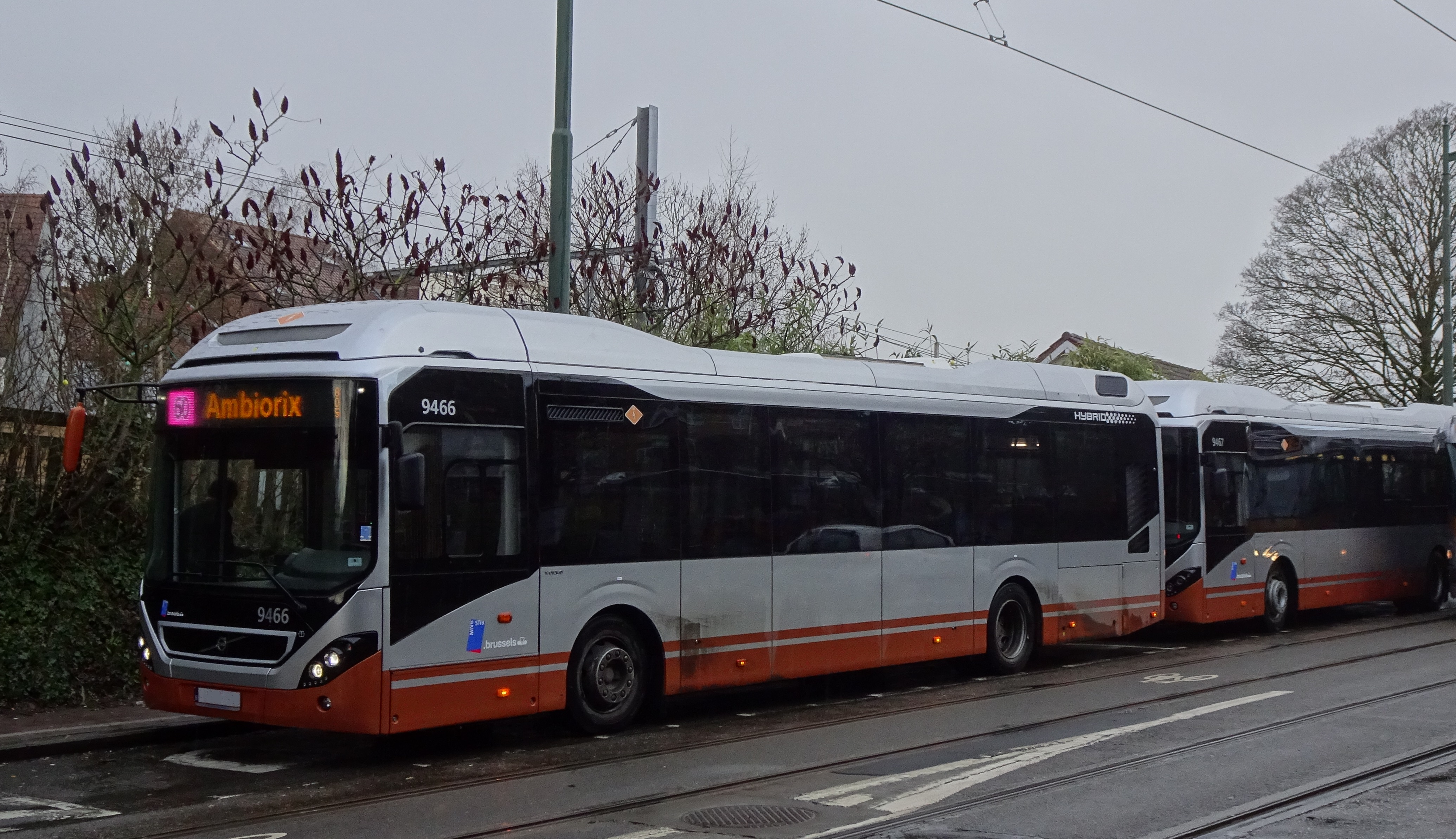
Terminus de la ligne de bus 60
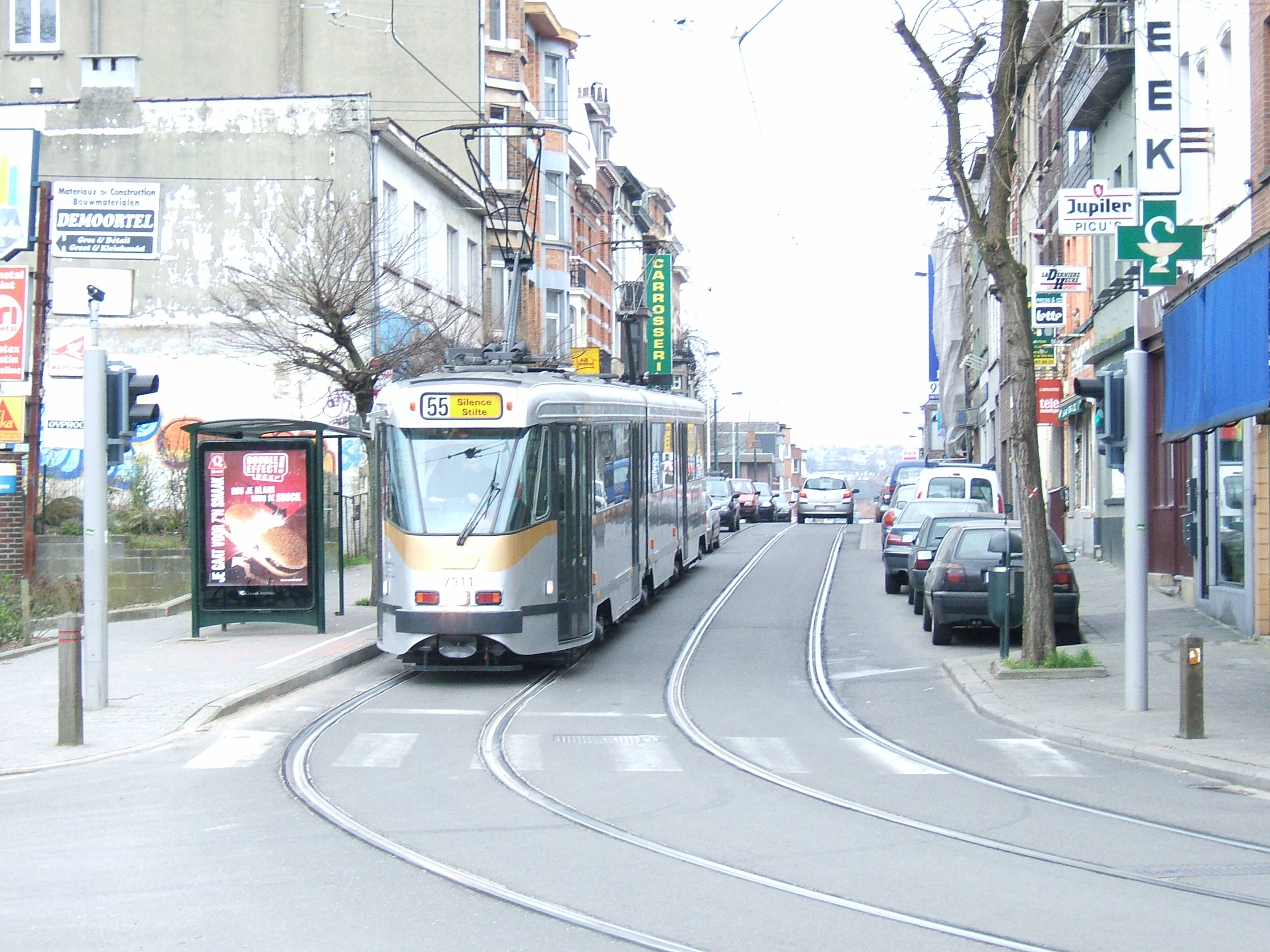
Arrêt de la ligne de tram 51 et de la ligne de bus 43
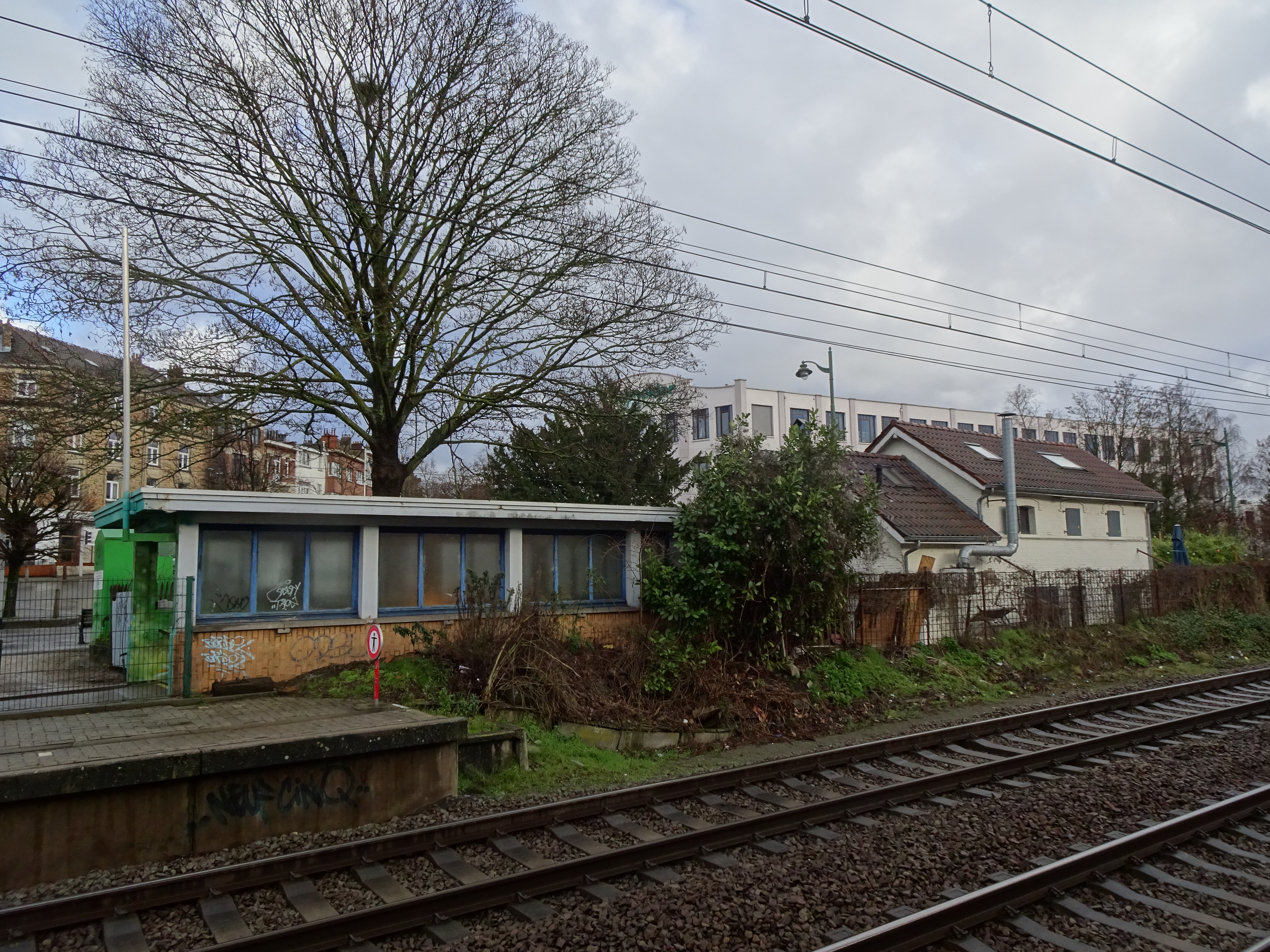
Second tunnel sous voies et maison de garde-barrière réhabilitée en bar-brasserie.

## Patrimoine ferroviaire
Le bâtiment de la gare date de 1873 et existe encore à l'heure actuelle.
Comme de nombreuses gares de l'époque construites dans toute la Belgique, elle est érigée dans un style néo-renaissance flamande avec des pignons à redents qui ont depuis été démontés sur la plupart des gares.
Son plan est commun à toutes les gares de cette portion plus tardive de la ligne 124 : Forest-Est, Uccle-Stalle, Uccle-Calevoet, Rhode-Saint-Genèse, Waterloo (démolie), Braine-l’Alleud, Lillois (démolie), Baulers et Obaix-Buzet (démolie) ; seules les gares de Nivelles (plus grande) et Linkebeek (une simple halte) sont différentes. Il fut aussi utilisé  pour les gares de Hoboken-Polder et de Wilrijk (démolie).
Ce type de gare se distingue des premières gares à pignons à redents en une seule partie car il comporte cinq parties avec un corps central de deux niveaux à cinq travées sous bâtière, flanqué de deux ailes d'un niveau avec seule travée sous bâtière, lesquelles sont elles-mêmes encadrées par des ailes basses à toit plat d'au-moins deux travées.
La gare de Calevoet a été altérée au vingtième siècle avec la prolongation de la toiture sous bâtière d'un des côtés et la suppression des pignons. 
Depuis la fermeture aux voyageurs du bâtiment, celui-ci est désaffecté. Il existe un projet d'y installer des logements à l'étage ; un espace associatif au rez-de-chaussée ; et de rouvrir la salle d'attente aux voyageurs. Un frigo solidaire a été installé dans une des salles du bâtiment. 
La maison du garde-barrière attenante à l'ancien passage à niveau a été conservée comme dépendance de la gare après la fermeture du passage à niveau en 1950 avant d'être utilisée comme restaurant. Depuis 2018, elle accueille une brasserie-bar à bières « l'Amère à boire » qui sert aussi d'espace d'exposition.
Le 12 février 2021, un incendie s'est déclaré dans l'ancienne halle aux marchandises, située à seulement quelques mètres du bâtiment de la gare. Son toit a entièrement été détruit et la circulation des trains fut interrompue le temps de l'intervention des pompiers.

## Comptage voyageurs
Le graphique et le tableau montrent le nombre de passagers qui en moyenne embarquent durant la semaine, le samedi et le dimanche à la gare d'Uccle-Calevoet.
| Tabel: Nombre de voyageurs qui embarquent à la gare d'Uccle-Calevoet | Tabel: Nombre de voyageurs qui embarquent à la gare d'Uccle-Calevoet | Tabel: Nombre de voyageurs qui embarquent à la gare d'Uccle-Calevoet | Tabel: Nombre de voyageurs qui embarquent à la gare d'Uccle-Calevoet |
|                                                                      | Semaine                                                              | Samedi                                                               | Dimanche                                                             |
| -------------------------------------------------------------------- | -------------------------------------------------------------------- | -------------------------------------------------------------------- | -------------------------------------------------------------------- |
| 1977                                                                 | 1 572                                                                | 240                                                                  | 207                                                                  |
| 1978                                                                 | 1 540                                                                | 246                                                                  | 265                                                                  |
| 1979                                                                 | 1 614                                                                | 254                                                                  | 269                                                                  |
| 1980                                                                 | 1 612                                                                | 201                                                                  | 174                                                                  |
| 1981                                                                 | 1 478                                                                | 283                                                                  | 205                                                                  |
| 1982                                                                 | 1 306                                                                | 266                                                                  | 213                                                                  |
| 1983                                                                 | 1 342                                                                | 256                                                                  | 162                                                                  |
| 1984                                                                 | 1 109                                                                | 170                                                                  | 98                                                                   |
| 1985                                                                 | 973                                                                  | 45                                                                   | 41                                                                   |
| 1986                                                                 | 865                                                                  | 155                                                                  | 145                                                                  |
| 1987                                                                 | 959                                                                  | 146                                                                  | 143                                                                  |
| 1988                                                                 | 983                                                                  | 149                                                                  | 130                                                                  |
| 1989                                                                 | 942                                                                  | 122                                                                  | 99                                                                   |
| 1990                                                                 | 797                                                                  | 104                                                                  | 93                                                                   |
| 1991                                                                 | 907                                                                  | 140                                                                  | 86                                                                   |
| 1992                                                                 | 1 007                                                                | 125                                                                  | 79                                                                   |
| 1993                                                                 | 845                                                                  | 160                                                                  | 103                                                                  |
| 1994                                                                 | 629                                                                  | 153                                                                  | -                                                                    |
| 1995                                                                 | 892                                                                  | 135                                                                  | 96                                                                   |
| 1996                                                                 | 875                                                                  | 115                                                                  | -                                                                    |
| 1997                                                                 | 768                                                                  | 145                                                                  | -                                                                    |
| 1998                                                                 | 1 187                                                                | 242                                                                  | 162                                                                  |
| 1999                                                                 | 1 137                                                                | 248                                                                  | 170                                                                  |
| 2000                                                                 | 1 199                                                                | 280                                                                  | 299                                                                  |
| 2001                                                                 | 922                                                                  | 180                                                                  | 142                                                                  |
| 2002                                                                 | 866                                                                  | 206                                                                  | 119                                                                  |
| 2003                                                                 | 786                                                                  | 164                                                                  | 126                                                                  |
| 2004                                                                 | 842                                                                  | 218                                                                  | 113                                                                  |
| 2005                                                                 | 948                                                                  | 128                                                                  | 114                                                                  |
| 2006                                                                 | 1 174                                                                | 187                                                                  | 176                                                                  |
| 2007                                                                 | 955                                                                  | 168                                                                  | 126                                                                  |
| 2008                                                                 | -                                                                    | -                                                                    | -                                                                    |
| 2009                                                                 | 991                                                                  | 229                                                                  | 127                                                                  |
| 2010                                                                 | -                                                                    | -                                                                    | -                                                                    |
| 2011                                                                 | -                                                                    | -                                                                    | -                                                                    |
| 2012                                                                 | 1 045                                                                | 130                                                                  | 97                                                                   |
| 2013                                                                 | 713                                                                  | 130                                                                  | 123                                                                  |
| 2014                                                                 | 769                                                                  | 221                                                                  | 148                                                                  |
| 2015                                                                 | 835                                                                  | 173                                                                  | 151                                                                  |
| 2016                                                                 | 846                                                                  | 141                                                                  | 137                                                                  |
| 2017                                                                 | 986                                                                  | 272                                                                  | 193                                                                  |
| 2018                                                                 | 952                                                                  | 207                                                                  | 161                                                                  |
| 2019                                                                 | 944                                                                  | 331                                                                  | 169                                                                  |
| 2020                                                                 | 593                                                                  | 264                                                                  | 130                                                                  |